# 泗县经济开发区
泗县经济开发区是位于中华人民共和国安徽省宿州市泗县东部的一个省级经济开发区，其辖区以泗县开发区管委会之名列为泗县的类似乡级单位。

## 行政区划
下辖以下地区：
衡尤社区、汴光社区、东发社区、赵位社区、曹苗社区、大刘村、于圩村和小陈庄社区。